# BGL Luxembourg Open 2016

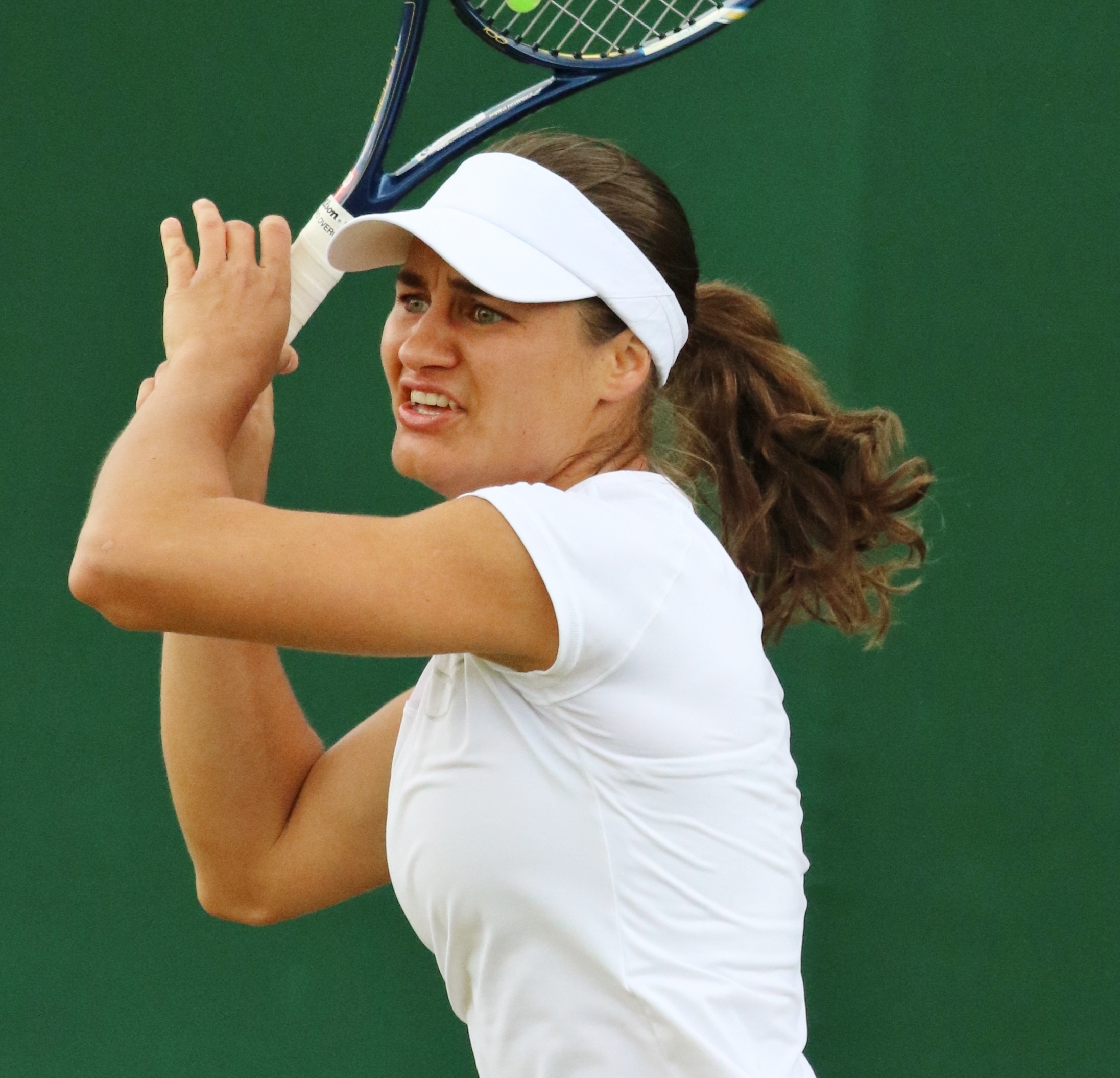

BGL BNP Paribas Luxembourg Open 2016 — жіночий тенісний турнір, що проходив на закритих кортах з твердим покриттям, спонсором якого був BNP Paribas. Це був 21-й за ліком BGL Luxembourg Open. Належав до категорії International у рамках Туру WTA 2016. Відбувся в Люксембургу (Люксембург). Тривав з 17 до 22 жовтня 2016 року.

## Очки і призові

### Нарахування очок
| Дисципліна       | П   | Ф   | ПФ  | ЧФ | 1/8 | 1/16 | Q   | Q3  | Q2  | Q1  |
| Одиночний розряд | 280 | 180 | 110 | 60 | 30  | 1    | 18  | 14  | 10  | 1   |
| Парний розряд    | 280 | 180 | 110 | 60 | 1   | Н/Д  | Н/Д | Н/Д | Н/Д | Н/Д |

### Призові гроші
| Дисципліна       | П       | Ф       | ПФ     | ЧФ     | 1/8    | 1/161  | Q3   | Q2   | Q1   |
| Одиночний розряд | €34,677 | €17,258 | €9,113 | €4,758 | €2,669 | €1,552 | €810 | €589 | €427 |
| Парний розряд *  | €9,919  | €5,161  | €2,770 | €1,468 | €774   | Н/Д    | Н/Д  | Н/Д  | Н/Д  |

1 Кваліфаєри отримують і призові гроші 1/16 фіналу

* на пару

## Учасниці основної сітки в одиночному розряді

### Сіяні
| Країна     | Гравчиня         | Рейтинг1 | Сіяна |
| ---------- | ---------------- | -------- | ----- |
| Чехія      | Петра Квітова    | 11       | 1     |
| Данія      | Каролін Возняцкі | 22       | 2     |
| Нідерланди | Кікі Бертенс     | 23       | 3     |
| Франція    | Каролін Гарсія   | 25       | 4     |
| Німеччина  | Лаура Зігемунд   | 29       | 5     |
| Японія     | Місакі Дой       | 31       | 6     |
| Канада     | Ежені Бушар      | 45       | 7     |
| Швеція     | Юганна Ларссон   | 47       | 8     |

- Рейтинг станом на 10 жовтня 2016

### Інші учасниці
Нижче наведено учасниць, які отримали вайлдкард на участь в основній сітці:
- Осеан Доден
- Менді Мінелла
- Франческа Ск'явоне

Нижче наведено гравчинь, які пробились в основну сітку через стадію кваліфікації:
- Лорен Девіс
- Крістина Плішкова
- Тереза Сміткова
- Каріна Віттгефт

### Знялись з турніру
До початку турніру
- Анна-Лена Фрідзам → її замінила  Деніса Аллертова

Під час турніру
- Каролін Возняцкі

## Учасниці основної сітки в парному розряді

### Сіяні
| Країна     | Гравчиня             | Країна | Гравчиня        | Рейтинг1 | Сіяна |
| ---------- | -------------------- | ------ | --------------- | -------- | ----- |
| США        | Ракель Атаво         | США    | Абігейл Спірс   | 40       | 1     |
| Нідерланди | Кікі Бертенс         | Швеція | Юганна Ларссон  | 84       | 2     |
| Німеччина  | Анна-Лена Гренефельд | Чехія  | Квета Пешке     | 97       | 3     |
| Нідерланди | Демі Схюрс           | Чехія  | Рената Ворачова | 142      | 4     |

- 1 Рейтинг подано станом на 10 жовтня 2016

### Інші учасниці
Нижче наведено пари, які отримали вайлдкард на участь в основній сітці:
- Джулія Босеруп /  Менді Мінелла
- Hsieh Shu-ying /  Сє Шувей

## Переможниці

### Одиночний розряд
- Моніка Нікулеску —  Петра Квітова, 6–4, 6–0

### Парний розряд
- Кікі Бертенс /  Юганна Ларссон —  Моніка Нікулеску /  Патрісія Марія Тіг, 4–6, 7–5, [11–9]